# Victoria Petryk

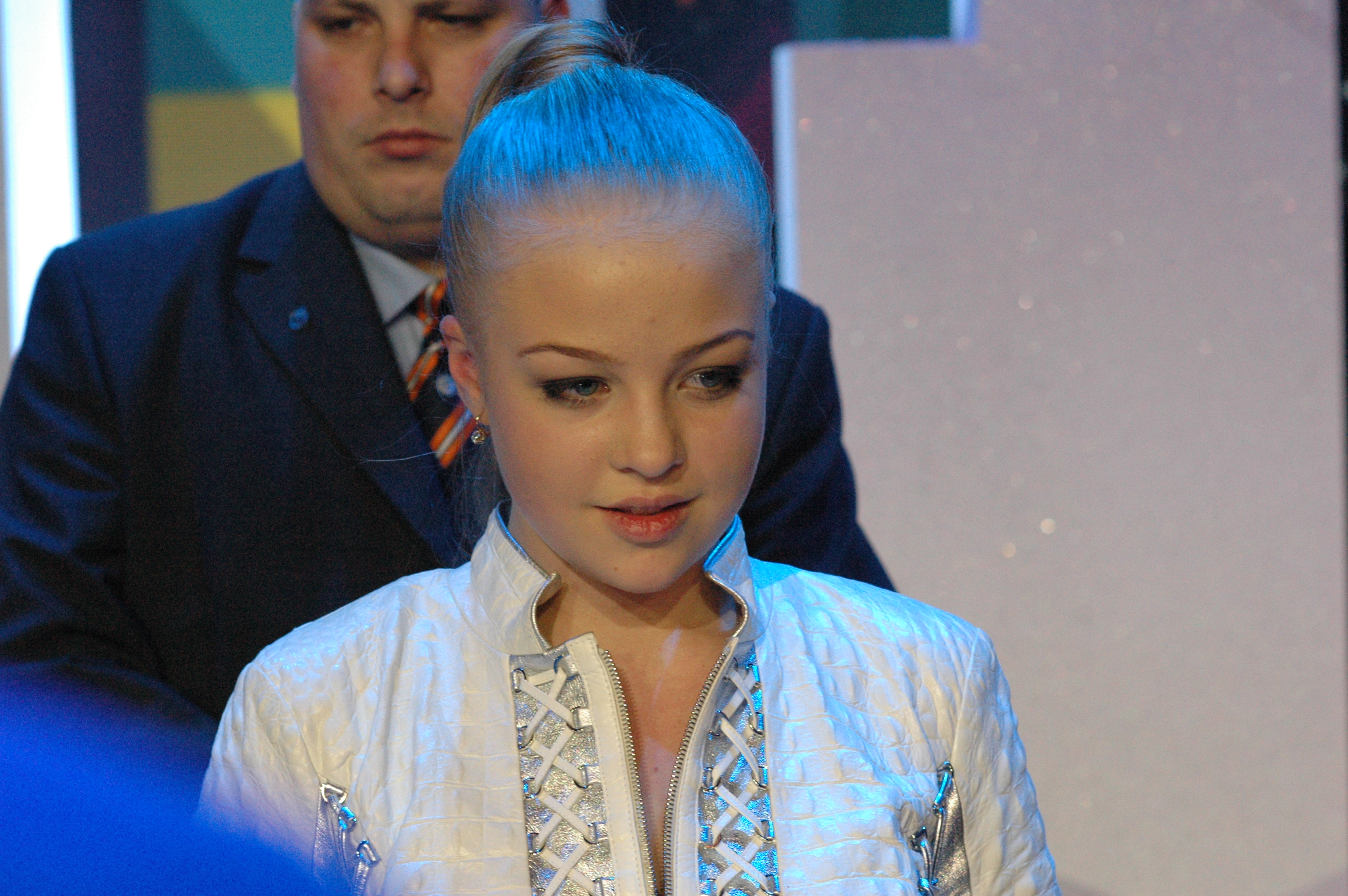
Victoria Petryk

Victoria Petryk (em ucraniano: Вікторія Петрик, Odessa, Ucrânia, 21 de maio de 1997) é uma cantora ucraniana que representou a Ucrânia no Festival Eurovisão da Canção Júnior 2008 com a canção "Matrosy", terminando a competição em 2º lugar (a melhor classificação da Ucrânia no Festival Eurovisão da Canção Júnior até 2012, ano em que sua irmã Anastasiya Petrik consegue a vitória) com 135 pontos.